# Abdel Kader Sylla
Pour les articles homonymes, voir Sylla (homonymie).
Abdel Sylla, né le 10 avril 1990 sur l'île de Mahé, aux Seychelles, est un joueur seychellois de basket-ball. Il est le premier joueur de basket-ball professionnel de l'histoire des Seychelles et évolue au poste de pivot.

## Biographie
Abdel Kader Sylla commence le basket-ball à l'âge de 15 ans et est repéré lors des Jeux des îles des l'océan Indien 2007 à Madagascar. Il intègre ensuite le centre de formation de SLUC Nancy Basket (France) où il est formé et évolue en équipe Espoirs jusqu'en 2011. Cette même année il participe à la Semaine des As (4 points en 6 minutes de moyenne), remporte le Trophée du Futur (duquel il est élu dans le cinq majeur Espoirs), le Championnat de France ainsi que les Jeux des Îles de l'Océan Indien 2011 aux Seychelles (MVP du tournoi avec 25 points, 11 rebonds en 36 minutes de moyenne). 
Durant la saison 2011-2012, il participe à l'Euroleague avec son club le SLUC Nancy Basket, prend part à 7 rencontres avec 3.3 points, 2.3 rebonds de moyenne. Il participe également à la Semaine des As avec 14 points, 4 rebonds et 14.5 d'évaluation en 23 minutes de moyenne. 
En juin 2013, il signe un contrat avec l'Élan béarnais Pau-Lacq-Orthez qui remonte en Pro A pour la saison 2013-2014.
En juin 2015, il s'engage en juin 2015 avec Orléans Loiret Basket en Pro A.
En juillet 2015 il est demi-finaliste des Jeux des îles de l'océan Indien 2015 (22 points, 9 rebonds en 34 minutes de moyenne).

## Palmarès
- Vainqueur et MVP du Trophée du Futur 2011
- Champion de France 2011
- Vainqueur et MVP des Jeux des îles de l'océan Indien 2011 (25 points, 11 rebonds en 36 minutes de moyenne)
- Vainqueur de la LeadersCup 2020